# Derbentbaşı, Ezine
Derbentbaşı là một xã thuộc huyện Ezine, tỉnh Çanakkale, Thổ Nhĩ Kỳ. Dân số thời điểm năm 2011 là 220 người.